# Ростовская областная специальная библиотека для слепых
Ростовская областная специальная библиотека для слепых (до 1991 года — Ростовская областная специальная библиотека для слепых имени М. И. Калинина) — центральная библиотека Ростовской области по обслуживанию слепых и слабовидящих. Единственная в своём роде библиотека на Дону обеспечивает беспрепятственный доступ к своим ресурсам инвалидам по зрению, а также людям с ограничениями двигательных функций, страдающим дислексией, расстройством речи, тем кто испытывает проблемы с восприятием плоскопечатных текстов. Официальная дата образования библиотеки — 5 сентября 1955 года. Фонд библиотеки насчитывает 168 тысяч экземпляров в трёх форматах: брайлевском, плоскопечатном и звуковом. Читатели, не имеющие по состоянию здоровья возможности посетить библиотеку, имеют право на доставку заказанных книг на дом автотранспортом библиотеки. Библиотека занимается издательством и популяризацией краеведческой литературы в различных форматах, организует общение и культурный досуг инвалидов по зрению, способствует образованию, профессиональной деятельности, творческому и культурному развитию, реабилитации, социализации и интеграции в общество людей с ограничениями в жизнедеятельности, участвует в региональных и федеральных краеведческих и других конкурсах.

## История
Ростовская областная специальная библиотека для слепых была основана в 1955 году, вскоре после подписания решения Совета министров СССР «О повышении культурного и политического уровня слепых». Первоначально в штатном расписании значилось три сотрудника. Книги новая библиотека получила из организаций Всероссийского общества слепых. Пользоваться литературой имели право инвалиды по зрению и члены их семей. Дважды в неделю библиотека обслуживала учащихся младшего уровня школы слепых (с первого по шестой класс). В 1958 году появилась первая запись книги на плёнку, сотрудниками была организована фонотека. В 1964 году библиотека получила в центре города дополнительную площадь в 135 м², к этому времени в ней работало уже 6 сотрудников. Они готовили книжные обзоры, проводили различные массовые мероприятия. Ростовская библиотека для незрячих занимала третье место по количеству читателей и величине книжных фондов после аналогичных московской и ленинградской библиотек.
В первой половине 90-х годов началась компьютеризация библиотеки, постепенно внедрялась электронная обработка новой литературы. В дальнейшие годы перестройки возникли серьёзные трудности с финансированием и комплектованием. С 2001 года ситуация изменилась в лучшую сторону. В 2004 году усилиями сотрудников библиотеки начался выход аудиоверсий газет «Донские россыпи», «Газета Дона» и «Спортивная мозаика». В настоящее время фонд библиотеки для слепых насчитывает более 168 000 наименований. В 2006 году были приобретены и выданы в пользование читателям МРЗ-плееры, а спустя 6 лет — брайлевcкие принтеры, комплект оборудования для выпуска рельефно-графических пособий для слепых, комплект из брошюровочной машины и переплетчика, аппаратно-программный комплекс. В состав библиотеки входит шесть филиалов, расположенных в городах Ростовской области: в Азове, Красном Сулине, Новочеркасске, Новошахтинске, Ростове-на-Дону и Таганроге, а также 22 библиотечных пункта выдачи по всей Ростовской области.